# 宮越徹
宮越 徹（みやこし あきら、1978年4月7日 - ）は、奈良県奈良市出身の元プロ野球選手（投手）。右投右打。現在は東北楽天ゴールデンイーグルスチーム統括本部長補佐。

## 来歴・人物
奈良県立郡山高等学校2年時の1995年、第67回選抜高等学校野球大会に出場。初戦で熊本工業高校に敗退したが、先発の中村泰広を救援したところ、好投したため一躍注目されるようになった。

2年秋に肩を痛めて、3年時は公式戦で登板がなかった。
1996年のNPBドラフト会議で、中日ドラゴンズからの8位指名を受けて入団。入団当初は「骨格の成長に肉体が追い付かない」という難病に苦しめられたものの、無事に克服したことから、二軍ではエース格として活躍する。しかし、一軍公式戦では、制球難と球速不足の影響で目立った成績を残せなかった。
2004年のシーズン終了後に、大友進・玉野宏昌との交換トレードで、正津英志と共に西武ライオンズへ移籍。2005年7月17日の対福岡ソフトバンクホークス戦（福岡Yahoo!JAPANドーム）で、プロ9年目にして一軍公式戦初勝利を挙げた。この年には、先発5試合を含む21試合に登板。4勝1敗、防御率2.80という好成績を残した。
2007年には、一軍公式戦の登板が3試合にとどまった。10月2日に球団から戦力外通告を受けたことを機に現役を引退。11月30日付で、NPBから自由契約選手として公示された。
2008年から東北楽天ゴールデンイーグルスに入団。同年は打撃投手、2009年からは一時、二軍サブマネージャーを務めた。2018年から編成部のアマスカウトグループへ配属されたことを機に、東北地区担当のスカウトとして活動。

## 詳細情報

### 年度別投手成績
| 年 度     | 球 団     | 登 板 | 先 発 | 完 投 | 完 封 | 無 四 球 | 勝 利 | 敗 戦 | セ 丨 ブ | ホ 丨 ル ド | 勝 率 | 打 者 | 投 球 回 | 被 安 打 | 被 本 塁 打 | 与 四 球 | 敬 遠 | 与 死 球 | 奪 三 振 | 暴 投 | ボ 丨 ク | 失 点 | 自 責 点 | 防 御 率 | W H I P |
| --------- | --------- | ----- | ----- | ----- | ----- | -------- | ----- | ----- | -------- | ----------- | ----- | ----- | -------- | -------- | ----------- | -------- | ----- | -------- | -------- | ----- | -------- | ----- | -------- | -------- | ------- |
| 2000      | 中日      | 5     | 1     | 0     | 0     | 0        | 0     | 1     | 0        | --          | .000  | 47    | 10.0     | 14       | 4           | 2        | 0     | 1        | 5        | 0     | 0        | 13    | 13       | 11.70    | 1.60    |
| 2001      | 中日      | 3     | 0     | 0     | 0     | 0        | 0     | 0     | 0        | --          | ----  | 14    | 3.0      | 6        | 2           | 0        | 0     | 0        | 4        | 0     | 0        | 4     | 4        | 12.00    | 2.00    |
| 2002      | 中日      | 2     | 1     | 0     | 0     | 0        | 0     | 1     | 0        | --          | .000  | 12    | 2.1      | 3        | 0           | 2        | 0     | 0        | 1        | 0     | 0        | 5     | 5        | 19.29    | 2.14    |
| 2003      | 中日      | 3     | 0     | 0     | 0     | 0        | 0     | 0     | 0        | --          | ----  | 10    | 3.0      | 2        | 0           | 0        | 0     | 0        | 1        | 0     | 0        | 0     | 0        | 0.00     | 0.67    |
| 2004      | 中日      | 7     | 0     | 0     | 0     | 0        | 0     | 0     | 0        | --          | ----  | 30    | 7.0      | 7        | 2           | 3        | 0     | 0        | 4        | 1     | 0        | 7     | 7        | 9.00     | 1.43    |
| 2005      | 西武      | 21    | 5     | 0     | 0     | 0        | 4     | 1     | 0        | 1           | .800  | 247   | 61.0     | 47       | 9           | 17       | 1     | 1        | 47       | 3     | 0        | 23    | 19       | 2.80     | 1.08    |
| 2006      | 西武      | 12    | 5     | 0     | 0     | 0        | 1     | 3     | 0        | 2           | .250  | 163   | 37.1     | 40       | 5           | 15       | 1     | 1        | 22       | 1     | 0        | 24    | 22       | 5.30     | 1.47    |
| 2007      | 西武      | 3     | 3     | 0     | 0     | 0        | 1     | 0     | 0        | 0           | 1.000 | 61    | 13.1     | 16       | 2           | 4        | 0     | 1        | 8        | 1     | 0        | 4     | 4        | 2.70     | 1.50    |
| 通算：8年 | 通算：8年 | 56    | 15    | 0     | 0     | 0        | 6     | 6     | 0        | 3           | .500  | 584   | 137.0    | 135      | 24          | 43       | 2     | 4        | 92       | 6     | 0        | 80    | 74       | 4.87     | 1.30    |

### 記録
- 初登板：2000年8月31日、対広島東洋カープ22回戦（広島市民球場）、5回裏に2番手で救援登板、2回無失点
- 初奪三振：2000年9月1日、対読売ジャイアンツ23回戦（ナゴヤドーム）、8回表に松井秀喜から空振り三振
- 初先発：2000年9月10日、対阪神タイガース22回戦（阪神甲子園球場）、3回5失点で敗戦投手
- 初勝利：2005年7月17日、対福岡ソフトバンクホークス11回戦（福岡Yahoo!JAPANドーム）、8回裏1死に4番手で救援登板、2/3回無失点
- 初ホールド：2005年7月30日、対東北楽天ゴールデンイーグルス12回戦（インボイスSEIBUドーム）、9回表に5番手で救援登板、1回無失点
- 初先発勝利：2005年8月12日、対東北楽天ゴールデンイーグルス14回戦（フルキャストスタジアム宮城）、5回2失点（自責点0）

### 背番号
- 62 （1997年 - 2004年）
- 66 （2005年 - 2007年）
- 112 （2008年）